# Rallycross del Portogallo 2022
Il Rallycross del Portogallo 2022, ufficialmente denominato Lusorecursos World RX of Portugal, è stata l'edizione 2022 del rallycross del Portogallo. La manifestazione si è svolta il 17 e il 18 settembre sul circuito del circuito di Montalegre a Montalegre, ed era valida come quinta e sesta prova del campionato del mondo rallycross 2022, quarta e quinta per la classe regina RX1e mentre non si gareggiava nella serie cadetta RX2e, nonché come quinta gara del campionato europeo rallycross 2022 valida per la categoria RX1 e quarta per la classe RX3.
L'evento del World RX si componeva di due gare, entrambe valide unicamente per la classe RX1e. La prima è stata vinta dallo svedese Johan Kristoffersson alla guida di una Volkswagen RX1e della scuderia Kristoffersson Motorsport, il quale sopravanzò in finale il norvegese nonché compagno di squadra Ole Christian Veiby, giunto secondo, e il connazionale Timmy Hansen, terzo classificato su una Peugeot 208 RX1e del Hansen World RX Team; fu la quarta vittoria consecutiva in stagione per Kristofferson e la trentunesima in carriera mentre per Veiby e Hansen si trattò del terzo podio.

Nella seconda gara si impose invece il finlandese Niclas Grönholm al volante della PWR RX1e del Construction Equipment Dealer Team, il quale precedette nuovamente Ole Christian Veiby e la sua compagna di squadra, la connazionale Klara Andersson, giunta terza; a tagliare per primo il traguardo era stato tuttavia Johan Kristoffersson, il quale venne penalizzato di 10 secondi per un sorpasso, ritenuto irregolare, effettuato ai danni di Timmy Hansen che costrinse quest'ultimo a finire nella sabbia, il quattro volte campione del mondo venne quindi retrocesso in quinta posizione finale. Per Grönholm fu il primo successo e anche il primo podio del 2022 mentre per Andersson e per la scuderia CE Dealer Team si trattò della prima volta in assoluto tra i primi tre classificati.
Nell'evento dell'Euro RX si gareggiava invece in entrambe le categorie; nella RX1 si impose il belga Enzo Ide al volante di un'Audi S1 della scuderia EKS, alla prima vittoria in assoluto, mentre nella classe cadetta RX3 primeggiò il connazionale Kobe Pauwels su Audi A1, alla terza vittoria stagionale dopo quelle ottenute in Ungheria e in Norvegia. Vennero inoltre assegnati entrambi i titoli continentali con ancora una gara da disputare; quello della classe regina andò allo svedese Anton Marklund, giunto querto in Portogallo, che alzò il suo terzo alloro europeo in carriera, mentre fu lo stesso Pauwels a conquistare il campionato nella serie a due ruote motrici.

## Risultati World RX - Gara 1

### Classifica finale
| 1 | 1  | Johan Kristoffersson | Volkswagen RX1e  | Kristoffersson Motorsport          | 1º | 4º | –  | –  | 1º | 1º | 20 |
| 2 | 52 | Ole Christian Veiby  | Volkswagen RX1e  | Kristoffersson Motorsport          | 6º | –  | 4º | 1º | –  | 2º | 16 |
| 3 | 21 | Timmy Hansen         | Peugeot 208 RX1e | Hansen World RX Team               | 2º | –  | 1º | –  | 2º | 3º | 13 |
| 4 | 71 | Kevin Hansen         | Peugeot 208 RX1e | Hansen World RX Team               | 3º | 2º | –  | –  | 3º | 4º | 12 |
| 5 | 17 | Gustav Bergström     | Volkswagen RX1e  | Gustav Bergström                   | 4º | –  | 2º | 2º | –  | 5º | 11 |
| 6 | 12 | Klara Andersson      | PWR RX1e         | Construction Equipment Dealer Team | 7ª | 3ª | –  | 3ª | –  | nq | 10 |
| 7 | 68 | Niclas Grönholm      | PWR RX1e         | Construction Equipment Dealer Team | 5º | 1º | –  | 4º | –  | nq | 9  |
| 8 | 77 | René Münnich         | SEAT Ibiza RX1e  | ALL-INKL.COM Münnich Motorsport    | 8º | –  | 3º | –  | 4º | nq | 8  |

### Super Pole
Unicamente per la categoria RX1e, al fine di decidere la griglia di partenza della prima batteria, venne introdotta la Super Pole ovvero un unico giro cronometrato effettuato con partenza da fermo e comprensivo di Joker Lap. In base al risultato i piloti potranno scegliere sia lo stallo di partenza sia a quale gara partecipare.
| 1 | 1  | Johan Kristoffersson | Volkswagen RX1e  | Kristoffersson Motorsport          | 47"375 | –      |
| 2 | 52 | Ole Christian Veiby  | Volkswagen RX1e  | Kristoffersson Motorsport          | 48"045 | +0"670 |
| 3 | 68 | Niclas Grönholm      | PWR RX1e         | Construction Equipment Dealer Team | 48"069 | +0"694 |
| 4 | 21 | Timmy Hansen         | Peugeot 208 RX1e | Hansen World RX Team               | 48"562 | +1"187 |
| 5 | 71 | Kevin Hansen         | Peugeot 208 RX1e | Hansen World RX Team               | 48"890 | +1"515 |
| 6 | 17 | Gustav Bergström     | Volkswagen RX1e  | Gustav Bergström                   | 49"167 | +1"792 |
| 7 | 12 | Klara Andersson      | PWR RX1e         | Construction Equipment Dealer Team | 50"388 | +3"013 |
| 8 | 77 | René Münnich         | SEAT Ibiza RX1e  | ALL-INKL.COM Münnich Motorsport    | 51"024 | +3"649 |

### Batterie
Il risultato delle batterie (Heats) determinerà poi il Ranking finale, il quale risulterà poi decisivo nel caso in cui più concorrenti ottenessero uguali piazzamenti nelle fasi successive, ovvero le Progression Races e le semifinali.
| 1  | Johan Kristoffersson | Volkswagen RX1e  | Kristoffersson Motorsport          | 50 (1º) | 50 (1º)       | 100 | 1º |
| 21 | Timmy Hansen         | Peugeot 208 RX1e | Hansen World RX Team               | 42 (3º) | 45 (2º)       | 87  | 2º |
| 71 | Kevin Hansen         | Peugeot 208 RX1e | Hansen World RX Team               | 39 (5º) | 42 (3º)       | 81  | 3º |
| 17 | Gustav Bergström     | Volkswagen RX1e  | Gustav Bergström                   | 38 (6º) | 40 (4º)       | 78  | 4º |
| 68 | Niclas Grönholm      | PWR RX1e         | Construction Equipment Dealer Team | 40 (4º) | 38 (6º)       | 78  | 5º |
| 52 | Ole Christian Veiby  | Volkswagen RX1e  | Kristoffersson Motorsport          | 45 (2º) | 31 (8º - DNS) | 76  | 6º |
| 12 | Klara Andersson      | PWR RX1e         | Construction Equipment Dealer Team | 37 (7ª) | 39 (5ª)       | 76  | 7ª |
| 77 | René Münnich         | SEAT Ibiza RX1e  | ALL-INKL.COM Münnich Motorsport    | 36 (8º) | 37 (7º)       | 73  | 8º |

### Progression races
Per ciascuna serie tutti i concorrenti parteciparanno alle progression races, il risultato delle quali sarà determinante per la qualificazione alle successive semifinali e/o per la scelta della posizione di partenza nelle stesse.
| Categoria RX1e - Progression Race 1 |    |                      |                  |                                    |            |          |          |   |
| Pos.                                | N° | Pilota               | Auto             | Squadra                            | Giri/Joker | Tempo    | Distacco |   |
| 1                                   | 68 | Niclas Grönholm      | PWR RX1e         | Construction Equipment Dealer Team | 5/1        | 3'35"593 | –        | Q |
| 2                                   | 71 | Kevin Hansen         | Peugeot 208 RX1e | Hansen World RX Team               | 5/1        | 3'37"611 | +2"018   | Q |
| 3                                   | 12 | Klara Andersson      | PWR RX1e         | Construction Equipment Dealer Team | 5/1        | 3'38"778 | +3"185   | Q |
| DNF                                 | 1  | Johan Kristoffersson | Volkswagen RX1e  | Kristoffersson Motorsport          | 2/0        | -        | +3 giri  | Q |
|                                     |    |                      |                  |                                    |            |          |          |   |
| Categoria RX1e - Progression Race 2 |    |                      |                  |                                    |            |          |          |   |
| Pos.                                | N° | Pilota               | Auto             | Squadra                            | Giri/Joker | Tempo    | Distacco |   |
| 1                                   | 21 | Timmy Hansen         | Peugeot 208 RX1e | Hansen World RX Team               | 5/1        | 3'34"410 | –        | Q |
| 2                                   | 17 | Gustav Bergström     | Volkswagen RX1e  | Gustav Bergström                   | 5/1        | 3'36"272 | +1"862   | Q |
| 3                                   | 77 | René Münnich         | SEAT Ibiza RX1e  | ALL-INKL.COM Münnich Motorsport    | 5/1        | 3'47"082 | +12"672  | Q |
| DNS                                 | 52 | Ole Christian Veiby  | Volkswagen RX1e  | Kristoffersson Motorsport          | -          | -        | -        | Q |

Legenda:
| Q | Qualificata/o per le semifinali |

### Semifinale
I primi due classificati in ciascuna semifinale accederanno alla finale; l'ultimo posto disponibile verrà occupato dal "miglior terzo", ovvero chi aveva ottenuto il miglior piazzamento nel Ranking al termine delle batterie.
| Categoria RX1e - Semifinale 1 |    |                      |                  |                                    |            |          |          |   |
| Pos.                          | N° | Pilota               | Auto             | Squadra                            | Giri/Joker | Tempo    | Distacco |   |
| 1                             | 52 | Ole Christian Veiby  | Volkswagen RX1e  | Kristoffersson Motorsport          | 5/1        | 3'35"781 | –        | Q |
| 2                             | 17 | Gustav Bergström     | Volkswagen RX1e  | Gustav Bergström                   | 5/1        | 3'38"321 | +2"540   | Q |
| 3                             | 12 | Klara Andersson      | PWR RX1e         | Construction Equipment Dealer Team | 5/1        | 3'41"624 | +5"843   |   |
| 4                             | 68 | Niclas Grönholm      | PWR RX1e         | Construction Equipment Dealer Team | 5/1        | 3'43"712 | +7"931   |   |
|                               |    |                      |                  |                                    |            |          |          |   |
| Categoria RX1e - Semifinale 2 |    |                      |                  |                                    |            |          |          |   |
| Pos.                          | N° | Pilota               | Auto             | Squadra                            | Giri/Joker | Tempo    | Distacco |   |
| 1                             | 1  | Johan Kristoffersson | Volkswagen RX1e  | Kristoffersson Motorsport          | 5/1        | 3'33"990 | –        | Q |
| 2                             | 21 | Timmy Hansen         | Peugeot 208 RX1e | Hansen World RX Team               | 5/1        | 3'35"538 | +1"548   | Q |
| 3                             | 71 | Kevin Hansen         | Peugeot 208 RX1e | Hansen World RX Team               | 5/1        | 3'36"616 | +2"626   | Q |
| 4                             | 77 | René Münnich         | SEAT Ibiza RX1e  | ALL-INKL.COM Münnich Motorsport    | 5/1        | 3'41"682 | +7"692   |   |

Legenda:
| Q | Qualificata/o per la finale |

### Finale
| Categoria RX1e | Categoria RX1e | Categoria RX1e       | Categoria RX1e   | Categoria RX1e            | Categoria RX1e | Categoria RX1e | Categoria RX1e | Categoria RX1e |
| Pos.           | Nº             | Pilota               | Auto             | Squadra                   | Giri/Joker     | Tempo          | Distacco       |                |
| -------------- | -------------- | -------------------- | ---------------- | ------------------------- | -------------- | -------------- | -------------- | -------------- |
| 1              | 1              | Johan Kristoffersson | Volkswagen RX1e  | Kristoffersson Motorsport | 5/1            | 3'34"313       | –              |                |
| 2              | 52             | Ole Christian Veiby  | Volkswagen RX1e  | Kristoffersson Motorsport | 5/1            | 3'35"979       | +1"666         |                |
| 3              | 21             | Timmy Hansen         | Peugeot 208 RX1e | Hansen World RX Team      | 5/1            | 3'36"393       | +2"080         |                |
| 4              | 71             | Kevin Hansen         | Peugeot 208 RX1e | Hansen World RX Team      | 5/1            | 3'37"187       | +2"874         |                |
| 5              | 17             | Gustav Bergström     | Volkswagen RX1e  | Gustav Bergström          | 5/1            | 3'40"986       | +6"673         |                |

- Miglior tempo di reazione: nd;
- Giro più veloce: 41"204 ( Timmy Hansen);
- Miglior giro Joker: 44"815 ( Johan Kristoffersson);
- Miglior giro-zero[n 1]: 3"373 ( Ole Christian Veiby).

## Risultati World RX - Gara 2

### Classifica finale
| 1 | 68 | Niclas Grönholm      | PWR RX1e         | Construction Equipment Dealer Team | 6º | –        | 2º | 1º | –  | 1º | 20 |
| 2 | 52 | Ole Christian Veiby  | Volkswagen RX1e  | Kristoffersson Motorsport          | 4º | –        | 3º | –  | 2º | 2º | 16 |
| 3 | 12 | Klara Andersson      | PWR RX1e         | Construction Equipment Dealer Team | 7ª | 3ª       | –  | 2ª | –  | 3ª | 13 |
| 4 | 21 | Timmy Hansen         | Peugeot 208 RX1e | Hansen World RX Team               | 2º | –        | 1º | –  | 3º | 4º | 12 |
| 5 | 1  | Johan Kristoffersson | Volkswagen RX1e  | Kristoffersson Motorsport          | 1º | 2º       | –  | –  | 1º | 5º | 11 |
| 6 | 77 | René Münnich         | SEAT Ibiza RX1e  | ALL-INKL.COM Münnich Motorsport    | 8º | –        | 4º | 3º | –  | nq | 10 |
| 7 | 71 | Kevin Hansen         | Peugeot 208 RX1e | Hansen World RX Team               | 3º | 1º       | –  | 4º | –  | nq | 9  |
| 8 | 17 | Gustav Bergström     | Volkswagen RX1e  | Gustav Bergström                   | 5º | 4º (DNS) | –  | nq | nq | nq | 8  |

### Super Pole
Unicamente per la categoria RX1e, al fine di decidere la griglia di partenza della prima batteria, venne introdotta la Super Pole ovvero un unico giro cronometrato effettuato con partenza da fermo e comprensivo di Joker Lap. In base al risultato i piloti potranno scegliere sia lo stallo di partenza sia a quale gara partecipare.
| 1 | 1  | Johan Kristoffersson | Volkswagen RX1e  | Kristoffersson Motorsport          | 47"379 | –      |
| 2 | 52 | Ole Christian Veiby  | Volkswagen RX1e  | Kristoffersson Motorsport          | 47"623 | +0"244 |
| 3 | 68 | Niclas Grönholm      | PWR RX1e         | Construction Equipment Dealer Team | 48"014 | +0"635 |
| 4 | 21 | Timmy Hansen         | Peugeot 208 RX1e | Hansen World RX Team               | 48"127 | +0"748 |
| 5 | 71 | Kevin Hansen         | Peugeot 208 RX1e | Hansen World RX Team               | 48"564 | +1"185 |
| 6 | 17 | Gustav Bergström     | Volkswagen RX1e  | Gustav Bergström                   | 48"681 | +1"302 |
| 7 | 77 | René Münnich         | SEAT Ibiza RX1e  | ALL-INKL.COM Münnich Motorsport    | 48"827 | +1"448 |
| 8 | 12 | Klara Andersson      | PWR RX1e         | Construction Equipment Dealer Team | 48"719 | +2"340 |

### Batterie
Il risultato delle batterie (Heats) determinerà poi il Ranking finale, il quale risulterà poi decisivo nel caso in cui più concorrenti ottenessero uguali piazzamenti nelle fasi successive, ovvero le Progression Races e le semifinali.
| 1  | Johan Kristoffersson | Volkswagen RX1e  | Kristoffersson Motorsport          | 50 (1º) | 50 (1º) | 100 | 1º |
| 21 | Timmy Hansen         | Peugeot 208 RX1e | Hansen World RX Team               | 45 (2º) | 42 (3º) | 87  | 2º |
| 71 | Kevin Hansen         | Peugeot 208 RX1e | Hansen World RX Team               | 40 (4º) | 45 (2º) | 85  | 3º |
| 52 | Ole Christian Veiby  | Volkswagen RX1e  | Kristoffersson Motorsport          | 42 (3º) | 40 (4º) | 82  | 4º |
| 17 | Gustav Bergström     | Volkswagen RX1e  | Gustav Bergström                   | 39 (5º) | 38 (6º) | 77  | 5º |
| 68 | Niclas Grönholm      | PWR RX1e         | Construction Equipment Dealer Team | 36 (8º) | 39 (5º) | 75  | 6º |
| 12 | Klara Andersson      | PWR RX1e         | Construction Equipment Dealer Team | 38 (6ª) | 37 (7ª) | 75  | 7ª |
| 77 | René Münnich         | SEAT Ibiza RX1e  | ALL-INKL.COM Münnich Motorsport    | 37 (7º) | 36 (8º) | 73  | 8º |

### Progression races
Per ciascuna serie tutti i concorrenti parteciparanno alle progression races, il risultato delle quali sarà determinante per la qualificazione alle successive semifinali e/o per la scelta della posizione di partenza nelle stesse.
| Categoria RX1e - Progression Race 1 |    |                      |                  |                                    |            |          |          |   |
| Pos.                                | N° | Pilota               | Auto             | Squadra                            | Giri/Joker | Tempo    | Distacco |   |
| 1                                   | 71 | Kevin Hansen         | Peugeot 208 RX1e | Hansen World RX Team               | 5/1        | 3'42"457 | –        | Q |
| 2                                   | 1  | Johan Kristoffersson | Volkswagen RX1e  | Kristoffersson Motorsport          | 5/1        | 3'42"807 | +0"350   | Q |
| 3                                   | 12 | Klara Andersson      | PWR RX1e         | Construction Equipment Dealer Team | 5/1        | 3'46"983 | +4"526   | Q |
| DNS                                 | 17 | Gustav Bergström     | Volkswagen RX1e  | Gustav Bergström                   | -          | -        | -        |   |
|                                     |    |                      |                  |                                    |            |          |          |   |
| Categoria RX1e - Progression Race 2 |    |                      |                  |                                    |            |          |          |   |
| Pos.                                | N° | Pilota               | Auto             | Squadra                            | Giri/Joker | Tempo    | Distacco |   |
| 1                                   | 21 | Timmy Hansen         | Peugeot 208 RX1e | Hansen World RX Team               | 5/1        | 3'36"040 | –        | Q |
| 2                                   | 68 | Niclas Grönholm      | PWR RX1e         | Construction Equipment Dealer Team | 5/1        | 3'36"636 | +0"596   | Q |
| 3                                   | 52 | Ole Christian Veiby  | Volkswagen RX1e  | Kristoffersson Motorsport          | 5/1        | 3'38"907 | +2"867   | Q |
| 8                                   | 77 | René Münnich         | SEAT Ibiza RX1e  | ALL-INKL.COM Münnich Motorsport    | 5/1        | 3'51"911 | +15"871  | Q |

Legenda:
| Q | Qualificata/o per le semifinali |

### Semifinale
I primi due classificati in ciascuna semifinale accederanno alla finale; l'ultimo posto disponibile verrà occupato dal "miglior terzo", ovvero chi aveva ottenuto il miglior piazzamento nel Ranking al termine delle batterie.
| Categoria RX1e - Semifinale 1 |    |                      |                  |                                    |            |          |          |   |
| Pos.                          | N° | Pilota               | Auto             | Squadra                            | Giri/Joker | Tempo    | Distacco |   |
| 1                             | 68 | Niclas Grönholm      | PWR RX1e         | Construction Equipment Dealer Team | 5/1        | 3'42"578 | –        | Q |
| 2                             | 12 | Klara Andersson      | PWR RX1e         | Construction Equipment Dealer Team | 5/1        | 3'44"923 | +2"345   | Q |
| 3                             | 77 | René Münnich         | SEAT Ibiza RX1e  | ALL-INKL.COM Münnich Motorsport    | 5/1        | 3'45"727 | +3"149   |   |
| 4                             | 71 | Kevin Hansen         | Peugeot 208 RX1e | Hansen World RX Team               | 0/0        | 0'03"883 | +5 giri  |   |
|                               |    |                      |                  |                                    |            |          |          |   |
| Categoria RX1e - Semifinale 2 |    |                      |                  |                                    |            |          |          |   |
| Pos.                          | N° | Pilota               | Auto             | Squadra                            | Giri/Joker | Tempo    | Distacco |   |
| 1                             | 1  | Johan Kristoffersson | Volkswagen RX1e  | Kristoffersson Motorsport          | 5/1        | 3'33"712 | –        | Q |
| 2                             | 52 | Ole Christian Veiby  | Volkswagen RX1e  | Kristoffersson Motorsport          | 5/1        | 3'36"552 | +2"840   | Q |
| 3                             | 21 | Timmy Hansen         | Peugeot 208 RX1e | Hansen World RX Team               | 5/1        | 3'47"223 | +13"511  | Q |

Legenda:
| Q | Qualificata/o per la finale |

### Finale
| Categoria RX1e | Categoria RX1e | Categoria RX1e       | Categoria RX1e   | Categoria RX1e                     | Categoria RX1e | Categoria RX1e | Categoria RX1e | Categoria RX1e |
| Pos.           | Nº             | Pilota               | Auto             | Squadra                            | Giri/Joker     | Tempo          | Penalità       | Distacco       |
| -------------- | -------------- | -------------------- | ---------------- | ---------------------------------- | -------------- | -------------- | -------------- | -------------- |
| 1              | 68             | Niclas Grönholm      | PWR RX1e         | Construction Equipment Dealer Team | 5/1            | 3'37"355       | –              | –              |
| 2              | 52             | Ole Christian Veiby  | Volkswagen RX1e  | Kristoffersson Motorsport          | 5/1            | 3'40"208       | –              | +2"853         |
| 3              | 12             | Klara Andersson      | PWR RX1e         | Construction Equipment Dealer Team | 5/1            | 3'41"767       | –              | +4"412         |
| 4              | 21             | Timmy Hansen         | Peugeot 208 RX1e | Hansen World RX Team               | 5/1            | 3'42"176       | –              | +4"821         |
| 5              | 1              | Johan Kristoffersson | Volkswagen RX1e  | Kristoffersson Motorsport          | 5/1            | 3'46"596       | 10"000         | +9"241         |

- Miglior tempo di reazione: 0"423 ( Klara Andersson);
- Giro più veloce: 41"232 ( Johan Kristoffersson);
- Miglior giro Joker: 45"323 ( Johan Kristoffersson);
- Miglior giro-zero[n 1]: 3"365 ( Klara Andersson).

## Risultati Euro RX

### Classifiche finali
| Categoria RX1 | Categoria RX1 | Categoria RX1      | Categoria RX1     | Categoria RX1                   | Categoria RX1   | Categoria RX1     | Categoria RX1     | Categoria RX1     | Categoria RX1 | Categoria RX1 | Categoria RX1 | Categoria RX1 | Categoria RX1 |
| Pos.          | N°            | Pilota             | Auto              | Squadra                         | Batterie (Pos.) | Progression Races | Progression Races | Progression Races | Semifinali    | Semifinali    | Finale        | Punti         |               |
| Pos.          | N°            | Pilota             | Auto              | Squadra                         | Batterie (Pos.) | PR1               | PR2               | PR3               | SF1           | SF2           | Finale        | Punti         |               |
| ------------- | ------------- | ------------------ | ----------------- | ------------------------------- | --------------- | ----------------- | ----------------- | ----------------- | ------------- | ------------- | ------------- | ------------- | ------------- |
| 1             | 91            | Enzo Ide           | Audi S1           | EKS                             | 1º              | 1º                | –                 | –                 | 1º            | –             | 1º            | 20            |               |
| 2             | 6             | Jānis Baumanis     | Peugeot 208       | #YellowSquad                    | 5º              | –                 | 2º                | –                 | –             | 1º            | 2º            | 14            |               |
| 3             | 33            | Ulrik Linnemann    | Ford Fiesta MK6   | Linnemann Promotion             | 3º              | –                 | –                 | 1º                | –             | 2º            | 3º            | 13            |               |
| 4             | 92            | Anton Marklund     | Hyundai i20       | SET Promotion                   | 2º              | –                 | 1º                | –                 | 2º            | –             | 4º            | 12            |               |
| 5             | 88            | Marcin Gagacki     | Ford Fiesta MK6   | Oponeo                          | 6º              | –                 | –                 | 3º                | –             | 3º            | 5º            | 11            |               |
| 6             | 24            | Sivert Svardal     | Volkswagen Polo R | Sivert Svardal                  | 9º              | –                 | –                 | 2º                | 3º            | –             | nq            | 10            |               |
| 7             | 73            | Támas Kárai        | Audi S1           | Karai Motorsport Sportegyesület | 4º              | 2º                | –                 | –                 | –             | 4º            | nq            | 9             |               |
| 8             | 75            | Mario Barbosa      | Citroën DS3       | Mario Barbosa                   | 8º              | –                 | 3º                | –                 | 4º            | –             | nq            | 8             |               |
| 9             | 110           | José Oliveira      | Peugeot 208       | José Oliveira                   | 10º             | 3º                | –                 | –                 | 5º            | –             | nq            | 7             |               |
| 10            | 44            | Dariusz Topolewski | Ford Fiesta MK6   | Oponeo                          | 11º             | –                 | 4º                | –                 | nq            | nq            | nq            | 6             |               |
| 11            | 84            | Hervé Knapick      | Citroën DS3       | Hervé Knapick                   | 12º             | –                 | –                 | 5º                | nq            | nq            | nq            | 5             |               |
| 12            | 38            | Mandie August      | SEAT Ibiza        | ALL-INKL.COM Münnich Motorsport | 13ª             | –                 | –                 | 4ª                | nq            | nq            | nq            | 4             |               |
| 13            | 50            | Attila Mózer       | Ford Fiesta MK6   | Nyírad Motorsport KFT           | 7º              | 4º                | –                 | –                 | –             | 5º (DSQ)      | nq            | 3             |               |
| Pos.          | N°            | Pilota             | Auto              | Squadra                         | Batterie (Pos.) | PR1               | PR2               | PR3               | SF1           | SF2           | Finale        | Punti         |               |
| Pos.          | N°            | Pilota             | Auto              | Squadra                         | Batterie (Pos.) | Progression Races | Progression Races | Progression Races | Semifinali    | Semifinali    | Finale        | Punti         |               |

| Categoria RX3 | Categoria RX3 | Categoria RX3      | Categoria RX3   | Categoria RX3      | Categoria RX3   | Categoria RX3     | Categoria RX3     | Categoria RX3     | Categoria RX3 | Categoria RX3 | Categoria RX3 | Categoria RX3 |
| Pos.          | N°            | Pilota             | Auto            | Squadra            | Batterie (Pos.) | Progression Races | Progression Races | Progression Races | Semifinali    | Semifinali    | Finale        | Punti         |
| Pos.          | N°            | Pilota             | Auto            | Squadra            | Batterie (Pos.) | PR1               | PR2               | PR3               | SF1           | SF2           | Finale        | Punti         |
| ------------- | ------------- | ------------------ | --------------- | ------------------ | --------------- | ----------------- | ----------------- | ----------------- | ------------- | ------------- | ------------- | ------------- |
| 1             | 22            | Kobe Pauwels       | Audi A1         | Volland Racing KFT | 1º              | 1º                | –                 | –                 | 1º            | –             | 1º            | 20            |
| 2             | 6             | Damian Litwinowicz | Audi A1         | Damian Litwinowicz | 5º              | –                 | 2º                | –                 | –             | 2º            | 2º            | 16            |
| 3             | 88            | Nuno Araújo        | Audi A1         | Volland Racing KFT | 4º              | 2º                | –                 | –                 | –             | 3º            | 3º            | 13            |
| 4             | 11            | Jan Černý          | Škoda Citigo    | PAJR s.r.o         | 2º              | –                 | 1º                | –                 | 2º            | –             | 4º            | 12            |
| 5             | 99            | João Ribeiro       | Audi A1         | João Ribeiro       | 3º              | –                 | –                 | 1º                | –             | 1º            | 5º            | 11            |
| 6             | 30            | Nils Volland       | Audi A1         | Volland Racing KFT | 6º              | –                 | –                 | 2º                | 3º            | –             | nq            | 10            |
| 7             | 103           | Jorge Machado      | Citroën C2      | Jorge Machado      | 7º              | 4º                | –                 | –                 | –             | 4º            | nq            | 9             |
| 8             | 146           | Joaquim Machado    | Peugeot 208     | Joaquim Machado    | 10º             | 3º                | –                 | –                 | 4º            | –             | nq            | 8             |
| 9             | 58            | Dominik Senegacnik | Volkswagen Polo | KRTZ Motorsport    | 11º             | –                 | 3º                | –                 | 5º            | –             | nq            | 7             |
| 10            | 129           | Antonio Sousa      | Peugeot 208     | Antonio Sousa      | 14º             | –                 | –                 | 3º                | –             | 5º            | nq            | 6             |
| 11            | 149           | Sergio Dias        | Renault Twingo  | Sergio Dias        | 8º              | –                 | 4º                | –                 | nq            | nq            | nq            | 5             |
| 12            | 105           | Rogerio Sousa      | Ford Fiesta     | Rogerio Sousa      | 9º              | –                 | –                 | 4º                | nq            | nq            | nq            | 4             |
| 13            | 121           | Tiago Ferreira     | Peugeot 208     | Tiago Ferreira     | 12º             | –                 | –                 | 5º                | nq            | nq            | nq            | 3             |
| 14            | 147           | Leonel Sampaio     | Škoda Fabia     | Leonel Sampaio     | 13º             | –                 | 5º                | –                 | nq            | nq            | nq            | 2             |
| Pos.          | N°            | Pilota             | Auto            | Squadra            | Batterie (Pos.) | PR1               | PR2               | PR3               | SF1           | SF2           | Finale        | Punti         |
| Pos.          | N°            | Pilota             | Auto            | Squadra            | Batterie (Pos.) | Progression Races | Progression Races | Progression Races | Semifinali    | Semifinali    | Finale        | Punti         |

### Finali
| Categoria RX1 | Categoria RX1 | Categoria RX1   | Categoria RX1   | Categoria RX1       | Categoria RX1 | Categoria RX1 | Categoria RX1 | Categoria RX1 |
| Pos.          | Nº            | Pilota          | Auto            | Squadra             | Giri/Joker    | Tempo         | Distacco      |               |
| ------------- | ------------- | --------------- | --------------- | ------------------- | ------------- | ------------- | ------------- | ------------- |
| 1             | 91            | Enzo Ide        | Audi S1         | EKS                 | 5/1           | 3'35"139      | –             |               |
| 2             | 6             | Jānis Baumanis  | Peugeot 208     | #YellowSquad        | 5/1           | 3'36"103      | +0"964        |               |
| 3             | 33            | Ulrik Linnemann | Ford Fiesta MK6 | Linnemann Promotion | 5/1           | 3'41"307      | +6"168        |               |
| 4             | 92            | Anton Marklund  | Hyundai i20     | SET Promotion       | 5/1           | 3'41"827      | +6"688        |               |
| 5             | 88            | Marcin Gagacki  | Ford Fiesta MK6 | Oponeo              | 5/1           | 3'43"096      | +7"957        |               |

- Miglior tempo di reazione: 0"420 ( Jānis Baumanis);
- Giro più veloce: 41"515 ( Enzo Ide);
- Miglior giro Joker: 44"578 ( Enzo Ide);
- Miglior giro-zero[n 1]: 3"363 ( Anton Marklund).

| Categoria RX3 | Categoria RX3 | Categoria RX3      | Categoria RX3 | Categoria RX3      | Categoria RX3 | Categoria RX3 | Categoria RX3 | Categoria RX3 |
| Pos.          | Nº            | Pilota             | Auto          | Squadra            | Giri/Joker    | Tempo         | Penalità      | Distacco      |
| ------------- | ------------- | ------------------ | ------------- | ------------------ | ------------- | ------------- | ------------- | ------------- |
| 1             | 22            | Kobe Pauwels       | Audi A1       | Volland Racing KFT | 5/1           | 3'43"049      | –             | –             |
| 2             | 6             | Damian Litwinowicz | Audi A1       | Damian Litwinowicz | 5/1           | 3'47"286      | –             | +4"237        |
| 3             | 88            | Nuno Araújo        | Audi A1       | Volland Racing KFT | 5/1           | 3'48"421      | –             | +6"418        |
| 4             | 11            | Jan Černý          | Škoda Citigo  | PAJR s.r.o         | 5/1           | 3'49"467      | –             | +6"418        |
| 5             | 99            | João Ribeiro       | Audi A1       | João Ribeiro       | 5/1           | 3'52"711      | +5"000        | +9"662        |

- Miglior tempo di reazione: 0"494 ( Jan Černý);
- Giro più veloce: 42"824 ( Kobe Pauwels);
- Miglior giro Joker: 46"279 ( Kobe Pauwels);
- Miglior giro-zero[n 1]: 4"561 ( Kobe Pauwels).

## Classifiche di campionato
World RX - RX1e piloti
(dopo gara 1)
| Pos. | Pos. | Pilota               | Punti |
| ---- | ---- | -------------------- | ----- |
| 1    |      | Johan Kristoffersson | 80    |
| 2    | 2    | Ole Christian Veiby  | 54    |
| 3    |      | Timmy Hansen         | 54    |
| 4    | 2    | Kevin Hansen         | 53    |
| 5    | 1    | Gustav Bergström     | 42    |
| 6    | 1    | Niclas Grönholm      | 40    |
| 7    |      | Klara Andersson      | 39    |
| 8    |      | René Münnich         | 34    |

World RX - RX1e piloti
(dopo gara 2)
| Pos. | Pos. | Pilota               | Punti |
| ---- | ---- | -------------------- | ----- |
| 1    |      | Johan Kristoffersson | 91    |
| 2    |      | Ole Christian Veiby  | 70    |
| 3    |      | Timmy Hansen         | 66    |
| 4    |      | Kevin Hansen         | 62    |
| 5    | 1    | Niclas Grönholm      | 60    |
| 6    | 1    | Klara Andersson      | 52    |
| 7    | 2    | Gustav Bergström     | 50    |
| 8    |      | René Münnich         | 44    |

World RX - RX1e squadre
(dopo gara 1)
| Pos. | Pos. | Pilota                             | Punti |
| ---- | ---- | ---------------------------------- | ----- |
| 1    |      | Kristoffersson Motorsport          | 134   |
| 2    |      | Hansen World RX Team               | 107   |
| 3    |      | Construction Equipment Dealer Team | 79    |

World RX - RX1e squadre
(dopo gara 2)
| Pos. | Pos. | Pilota                             | Punti |
| ---- | ---- | ---------------------------------- | ----- |
| 1    |      | Kristoffersson Motorsport          | 161   |
| 2    |      | Hansen World RX Team               | 128   |
| 3    |      | Construction Equipment Dealer Team | 112   |

Euro RX - RX1 piloti
| Pos. | Pos. | Pilota                | Punti |
| ---- | ---- | --------------------- | ----- |
| 1    |      | Anton Marklund        | 80    |
| 2    |      | Jānis Baumanis        | 58    |
| 3    | 1    | Enzo Ide              | 55    |
| 4    | 1    | Sivert Svardal        | 45    |
| 5    | 2    | Sondre Evjen          | 40    |
| 6    | 1    | Tamás Kárai           | 39    |
| 7    | 1    | Andreas Bakkerud      | 33    |
| 8    | 1    | Ulrik Linnemann       | 32    |
| 9    | 1    | Marcin Gagacki        | 30    |
| 10   | 2    | Anders Michalak       | 22    |
| 11   |      | Jean-Baptiste Dubourg | 18    |
| 12   | 2    | Mandie August         | 16    |
| 13   | 2    | Attila Mózer          | 15    |
| 14   | 2    | Mikko Ikonen          | 12    |
| 15   | 2    | Johan Kristoffersson  | 12    |
| 16   |      | Fraser McConnell      | 11    |
| 17   |      | Oliver Solberg        | 11    |
| 18   |      | Aleš Fučik            | 10    |
| 19   |      | Linus Östlund         | 10    |
| 20   |      | Ronalds Baldiņš       | 9     |
| 21   | N    | Mario Barbosa         | 8     |
| 22   | 1    | Ole Christian Veiby   | 8     |
| 23   | 1    | Frank Valle           | 8     |
| 24   | N    | José Oliveira         | 7     |
| 25   | 4    | Dariusz Topolewski    | 7     |
| 26   | 3    | Patrick O'Donovan     | 6     |
| 27   | 4    | Hervé Knapick         | 5     |
| 28   | 4    | Paulius Pleskovas     | 4     |
| 29   | 4    | Márk Mózer            | 4     |
| 30   | 4    | David Nordgaard       | 4     |
| 31   | 4    | László Kiss           | 3     |
| 32   | 4    | Oliver O'Donovan      | 2     |
| 33   | 3    | Zoltán Koncseg        | 0     |
| 34   | 2    | Gustav Bergström      | 0     |
| 35   | 2    | René Münnich          | 0     |
| 36   | 2    | Stefan Kristensson    | 0     |
| 37   | 2    | Dan Öberg             | 0     |
| 38   | 2    | Tom André Saetnan     | 0     |

Euro RX - RX3 piloti
| Pos. | Pos. | Pilota                  | Punti |
| ---- | ---- | ----------------------- | ----- |
| 1    |      | Kobe Pauwels            | 76    |
| 2    | 1    | Damian Litwinowicz      | 52    |
| 3    | 1    | João Ribeiro            | 47    |
| 4    |      | Jan Černý               | 42    |
| 5    | 5    | Nuno Araújo             | 34    |
| 6    | 2    | Nils Volland            | 32    |
| 7    | 1    | Dominik Senegacnik      | 30    |
| 8    | 3    | Marius Solberg Hansen   | 29    |
| 9    | 2    | Jiri Šusta              | 23    |
| 10   | 1    | Espen Isaksætre         | 21    |
| 11   |      | Janno Ligur             | 12    |
| 12   |      | Zsolt Szíjj Jolly       | 10    |
| 13   | N    | Jorge Machado           | 9     |
| 14   | N    | Joaquim Machado         | 8     |
| 15   | 2    | Nick Snoeys             | 7     |
| 16   | N    | Antonio Sousa           | 6     |
| 17   | 3    | Róbert Répási           | 6     |
| 18   | 3    | Per Magne Egebø-Svardal | 5     |
| 19   | N    | Sergio Dias             | 5     |
| 20   | 4    | András Ferjáncz         | 6     |
| 21   | N    | Rogerio Sousa           | 4     |
| 22   | N    | Tiago Ferreira          | 3     |
| 23   | 6    | Martin Kjær             | 4     |
| 24   | N    | Leonel Sampaio          | 2     |
| 25   | 7    | Anders Hansen           | 1     |
| 26   | 7    | Guttorm Lindefjell      | 0     |